# Planetariul și Observatorul Astronomic Baia Mare
Planetariul Baia Mare, una dintre cele mai importante atracții turistice, culturale și științifice din Baia Mare, este primul planetariu public deschis în România (în 1969) și unicul din Transilvania până în prezent. Începând cu 20 martie 2015, a fost dat în folosință cel mai modern echipament de planetariu din România - proiectorul stelar Zeiss Skymaster ZKP4 - proiector opto-mecanic asistat digital, beneficiar al tehnologiei LED, cu cea mai mare claritate a câmpului stelar, un salt tehnologic imens față de vechiul proiector ZKP1. Între anii 1969 - 1989, instituția a fost sub coordonarea succesivă a Consiliului Popular Județean și apoi a celui local, după Revoluția din anul 1989, fiind atașată Muzeului Județean Maramureș, iar în perioada 2006 - 2014 a fost secție de specialitate în cadrul Muzeului de Mineralogie din Baia Mare. 
Începând cu 1 iulie 2014 - Planetariul și Observatorul Astronomic Baia Mare este o secție în cadrul Complexului Astronomic Baia Mare, care funcționează sub directa coordonare a Consiliului Județean Maramureș. Fiind una dintre cele mai populare instituții de profil din România, cu activități cultural-științifice dedicate audienței generale dar în special publicului din mediul educațional — activități ce cuprind demonstrații în cupolă, expoziții, observații astronomice, proiecții de filme documentare, ateliere practice de astronomie, activități educaționale, workshop-uri și prelegeri tematice personalizate.

## Prezentare
Planetariul și Observatorul Astronomic din Baia Mare este organizat pe o suprafață de 350 m², având ca spații utile domul planetariului cu proiectorul (cupola cu diametrul de 8 m și o capacitate de 50 de locuri) în care sunt realizate demonstrații cu ajutorul proiectorului stelar ZKP-1, observatorul astronomic cu un hol circular în jurul sălii observatorului, în care sunt organizate expoziții și activități cultural—educaționale, Holul Observator și Holul Planetariu în care este organizată expoziția permanentă “Universul în Mileniul III” și sala multifuncțională „Găvrilă Tomoiagă” — sală de conferințe, spectacole (capacitate 100 locuri) în care sunt organizate de asemenea activități educaționale (sală proiecții video și atelier multimedia) și care găzduiește din 18 mai 2010 expoziția permanentă „Sistemul Solar”. Astromagazinul este organizat în holul de la intrare, începând cu sfârșitul anului 2009 și comercializează în regim de consignație telescoape, binocluri, hărți stelare, cărți poștale și semne de carte 3D, postere, afișe, alte publicații. În curtea planetariului se organizează cu frecvență aproximativ lunară observații astronomice pentru evidențierea unor fenomene. Planetariul Baia Mare are în patrimoniu și o colecție de timbre cu tematică astronomică, respectiv „Omul în spațiul extraterestru”, album filatelic ce cuprinde aproape 700 de timbre și a fost realizat de un reputat filatelist băimărean și pasionat de astronomie, prof. Aurel Feștilă. Planetariul face de asemenea o figură și în universul virtual. 

## Istorie
Complexul de Astronomie Populară Baia Mare a fost proiectat a se derula într-un program de execuție în perioada 1967 – 1970, dar fie din cauza resurselor financiare, fie din alte cauze, precum prioritatea altor șantiere și lucrări, recepția pentru planetariu s-a realizat numai în vara 1969, iar cea pentru etapa a II-a, să o numim Observator astronomic, în 1973. Este cunoscut faptul că valoarea utilajului importat în 1967 pentru Planetariul Baia Mare, din R.D. Germană, proiectorul optico-mecanic de la Zeiss, Jena, a costat 211.000 lei, iar valoarea estimată inițial pentru etapa a II-a Complexului astronomic, a fost de 770.000 lei, dintre care 442.000 lei construcțiile, iar 328.000 lei utilajele.
Complexul de astronomie populară urma să fie compus din: 1. Microplanetariul propriuzis, 2. Cupola rotativă cu diametrul de 5 m și înveliș de cupru care să adăpostească aparatura formată din telescop Cassegrain și dispozitiv pentru fotografierea Lunii și a planetelor, 3. Stația solară în interiorul căreia s-ar afla celeostatul polar de 120 mm, 4. Platforma în aer liber cuprinzând lunetă ecuatorială de 80/1200 și încă o lunetă de 63/840. Construcția microplanetariului a început în octombrie 1967.
Prin Hotărârea 27/1970 a Consiliului Popular Județean: Planetariul din Municipiul Baia Mare trece, de la 1 ianuarie 1971, în subordinea Comitetului executiv al Consiliului Popular al Municipiului Baia Mare care va conduce, îndruma și controla activitatea acestei instituții.
Iată o prezentare istorică succintă realizată de către muzeograful principal (la această dată) Gavrilă Tomoiagă, în 1992, într-o adresă către Muzeul Satului București: ”Denumirea instituției noastre este: Complexul Astronomic Popular. Ea este destinată în special răspândirii cunoștințelor de astronomie și de astronautică în rândul tututor categoriilor de oameni din municipiu, județ, județele limitrofe și a vizitatorilor ocazionali și excursioniști din țară și străinătate, precum și a unor cercetări științifice legate de urmărirea sateliților artificiali ai Pământului și a stelelor variabile. (…) Complexul astronomic din Baia Mare a fost dat în folosință în vara anului 1969 și a aparținut până în luna ianuarie 1991 de primăria municipiului, fiind subordonată pe linie de activitate Inspectoratului pentru cultură și artă al județului Maramureș. Începând cu luna ianuarie 1991, printr-o decizie a inspectoratului pentru cultură și cu acordul primăriei municipiului, complexul astronomic a fost trecut în cadrul Muzeului Județean Maramureș, trecere nepotrivită ținând cont de specificul de activitate al complexului și respectiv al Muzeului Județean. În cadrul Complexului astronomic există trei sectoare de activitate distincte: Planetariul, Observatorul Astronomic și Camera Solară. Holurile Complexului Astronomic, cu o suprafață de 120 metri pătrați găzduiesc o expoziție permanentă legată de mișcările aparente pe bolta cerească, structura Pământului, structura Sistemului solar, structura Universului și aspecte din activitatea în teren. În Camera solară, cu o suprafață de peste 100 de metri pătrați, este în curs de elaborare o expoziție de astronomie și Istoria astronomiei, precum și contribuții românești la cercetarea spațiului cosmic. În holul Observatorului și rotonda telescopului elaborăm o expoziție legată de mijloacele de cercetare a spațiului cosmic și de zboruri spațiale, sonde și nave cosmice, pe o suprafață de 75 metri pătrați”.

## Organizare
În anul 2006, Planetariul Baia Mare, prin desprinderea de Muzeul Județean Maramureș, a fost încadrat ca departament de specialitate al Muzeului de Mineralogie Baia Mare — al unui muzeu de istorie naturală. Au fost inițiate ample lucrări de renovare a clădirii planetariului și de dotare cu diverse facilități — astfel, a fost renovată fosta cameră solară, transformată în sală multifuncțională (expoziții, sală de conferințe, sală de vizionări, sală protocol), iar planetariul a fost dotat cu un modern sistem de video proiecție. La finalul Anului Internațional al Astronomiei, 2009, a fost dechis în cadrul planetariului și un stand de prezentare și comercializare articole astronomice, de la telescoape performante la diverse publicații — atlase, hărți glob ale cerului ș.a.m.d. Este de așteptat ca în următorii 2-3 ani planetariul să fie dotat cu un nou proiector stelar, care îl va menține pe harta astronomică a României ca cel mai important planetariu din Transilvania.

### Directori
Directori ai Complexului de Astronomie populară Baia Mare
- Mada Augustin 1969 – 1986
- Tomoiagă Gavrilă 1986 – 1992
- Din 1992 Complexul de Astronomie devine secție a Muzeului Județean Maramureș
- Din 2006 Complexul Astronomic Baia Mare devine secție a Muzeului de Mineralogie Baia Mare
- Ovidiu Ignat 2014 -

Șefi ai secției Planetariu la Muzeul Județean Maramureș
- Tomoiagă Gavrilă 1992 – 1994
- Bob Ioan, din 1994 – 2006
- Din 2006 Planetariul Baia Mare devine secție a Muzeului de Mineralogie Baia Mare

Șefi ai departamentului Planetariu la Muzeul de mineralogie
- Bob Ioan, din 2006
- Ignat Ovidiu din 2010

Muzeografi
- Mada Augustin 1969 – 1986
- Tomoiagă Gavrilă 1970 – 1994
- Șiman Ioan 1969
- Dascălu Ioan, tehnician 1969 – 1991
- Bob Ioan, din 1991
- Ignat Ovidiu, din 1997
- Mureșan Cristina, custode 2003 – 2007
- Ciprian Crișan, din 2008
- Mircea Lițe, din 2014

## Proiectorul Karl Zeiss ZK-1
Proiectorul stelar poartă de fapt numele de planetariu. Reprezentația la Planetariu include o simulare a unui cer strălucitor cu peste 5000 de stele ce pot fi proiectate în interiorul cupolei, printr-un sistem optico-mecanic constituit din 31 de elemente, fiecare proiectând câte o parte a cerului.
Distribuirea stelelor pe cerul artificial precum și strălucirea lor individuală, permite o impresie vizuală a unui cer instelat, altfel vizibil cu ochiul liber numai în condiții ideale. Proiectoare speciale sunt utilizate pentru Soare, Lună (cu fazele sale), planete, Calea Lactee și alte corpuri cerești în poziția lor exactă. Prin rotirea proiectorului este posibilă simularea mișcării aparente, zilnice, a cerului și poziționarea sa corectă în orice moment al nopții sau a anului. Proiectorul oferă de asemenea posibilitatea prezentării cerului de la variate latitudini, între Ecuator și Polul Nord. Proiectorul ZKP-1 datează din 1969.